# پاتریک لفوره
پاتریک لفوره (انگلیسی: Patrick Lefevere؛ زادهٔ ۶ ژانویهٔ ۱۹۵۵) دوچرخه‌سوار اهل بلژیک است.